# Mamushi
Die Mamushi (Gloydius blomhoffii, Syn.: Agkistrodon blomhoffii, japanisch 日本蝮 Nihon mamushi, deutsch ‚Japanische Mamushi‘) ist eine Art der Vipern (Viperidae) und Grubenottern (Crotalinae).

## Merkmale

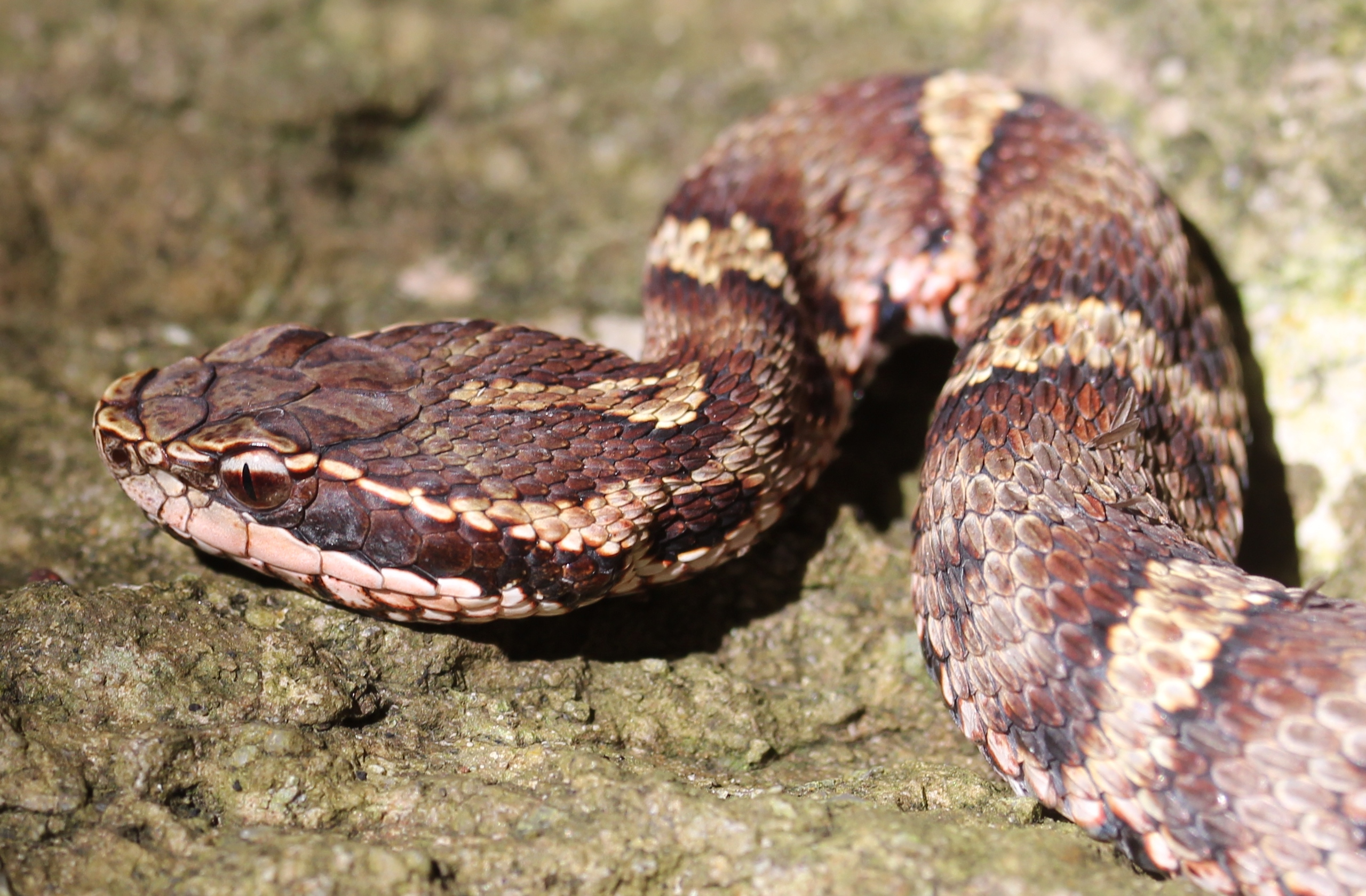
Kopf einer Mamushi

Die Mamushi erreicht eine Gesamtlänge zwischen 50 und etwas mehr als 60 cm. Der Kopf ist bei Aufsicht dreieckig geformt und setzt sich deutlich vom Hals ab. Das Auge besitzt eine bei Lichteinfall vertikal geschlitzte Pupille. Die Grundfärbung des Körpers variiert zwischen graugrün, blassgrün, rostrot, bräunlich und nahezu schwarz. Der Schwanz besitzt eine bräunlich weiße Spitze. Entlang von Rücken und Körperseiten zeigen sich unregelmäßige, rhombische Flecken, welche schwarzrandig und alternierend sein können. Durch hellere Querstreifen sind sie voneinander getrennt. Der Kopf ist oberseits dunkelbraun bis schwarz und durch ein dunkles Band zwischen Augen und Hals gezeichnet. Die Bauchseite weist eine unregelmäßige schwarz-weiße Fleckenzeichnung auf. Der Giftapparat besteht aus seitlich des Schädels befindlichen Giftdrüsen (spezialisierte Speicheldrüsen) und im vorderen Oberkiefer (Maxillare) befindlichen, beweglichen Fangzähnen (solenoglyphe Zahnstellung).

### Pholidose
Die Pholidose (Beschuppung) zeigt folgende Merkmale:
- kopfoberseits 9 große Schilde,
- 7 Oberlippenschilde (Supralabialia),
- 21 Reihen gekielte Rumpfschuppen (Scuta dorsalia),
- 135 bis 149 Bauchschilde (Scuta ventralia), glatt und abgerundet,
- 33 bis 44 Paare Unterschwanzschilde (Scuta subcaudalia) und
- 1 ungeteiltes Analschild (Scutum anale).

## Systematik
Die Erstbeschreibung von Gloydius blomhoffii erfolgte im Jahr 1826 durch den Zoologen Heinrich Boie unter der Bezeichnung Trigonocephalus blomhoffii. Als Agkistrodon blomhoffii wurde sie zeitweise der Gattung Agkistrodon zugeordnet. Durch McDiarmid, Campbell & Touré wurde sie 1999 schließlich in die Gattung Gloydius überführt.
Zwei Unterarten werden zurzeit (Stand: 2018) aufgeführt:
- Gloydius blomhoffii blomhoffii (Boie 1826)
- Gloydius blomhoffii dubitatus (Gloyd 1977)

Gloydius brevicaudus und Gloydius ussuriensis wurden vormals ebenfalls als Unterarten von Gloydius blomhoffii betrachtet.

## Verbreitung
Das Verbreitungsgebiet umfasst Areale in Japan (Hauptinseln sowie Sado, Izu-Ōshima, Hachijō-jima, Awaji-shima, Oki-Inseln, Gotō-Inseln, Amakusa-Inseln, Mageshima, Tanegashima, Yakushima), Korea, China (Liaoning, Großraum Peking und westlich bis Guizhou und Sichuan) und Russland (Kunaschir, Kurilen). Der Lebensraum wird von Sumpfgebieten, Wiesen, felsigem Gelände, Berghängen und lichten Wäldern dargestellt. Regelmäßig ist sie in landwirtschaftlich genutzten Gebieten anzutreffen, was mit einem hohen Angebot an Nagetieren in Verbindung gebracht wird.

## Lebensweise
Gloydius blomhoffii führt eine weitestgehend tagaktive Lebensweise. Sie kann jedoch auch zur Dämmerung oder während der Nacht aktiv sein, insbesondere um sommerlicher Tageshitze zu entgehen. Zum Beutespektrum zählen Kleinsäuger und Vögel, teilweise auch Froschlurche, Echsen und andere Schlangen.
Die Fortpflanzung erfolgt durch Ovoviviparie, also eilebendgebärend. Ein Weibchen bringt in der Natur zumeist alle zwei bis drei Jahre bis zu zehn Jungtiere zur Welt. Diese messen bei der Geburt circa 20 cm. Gegebenenfalls wird die Geburt während der Überwinterung zurückgehalten.

## Schlangengift

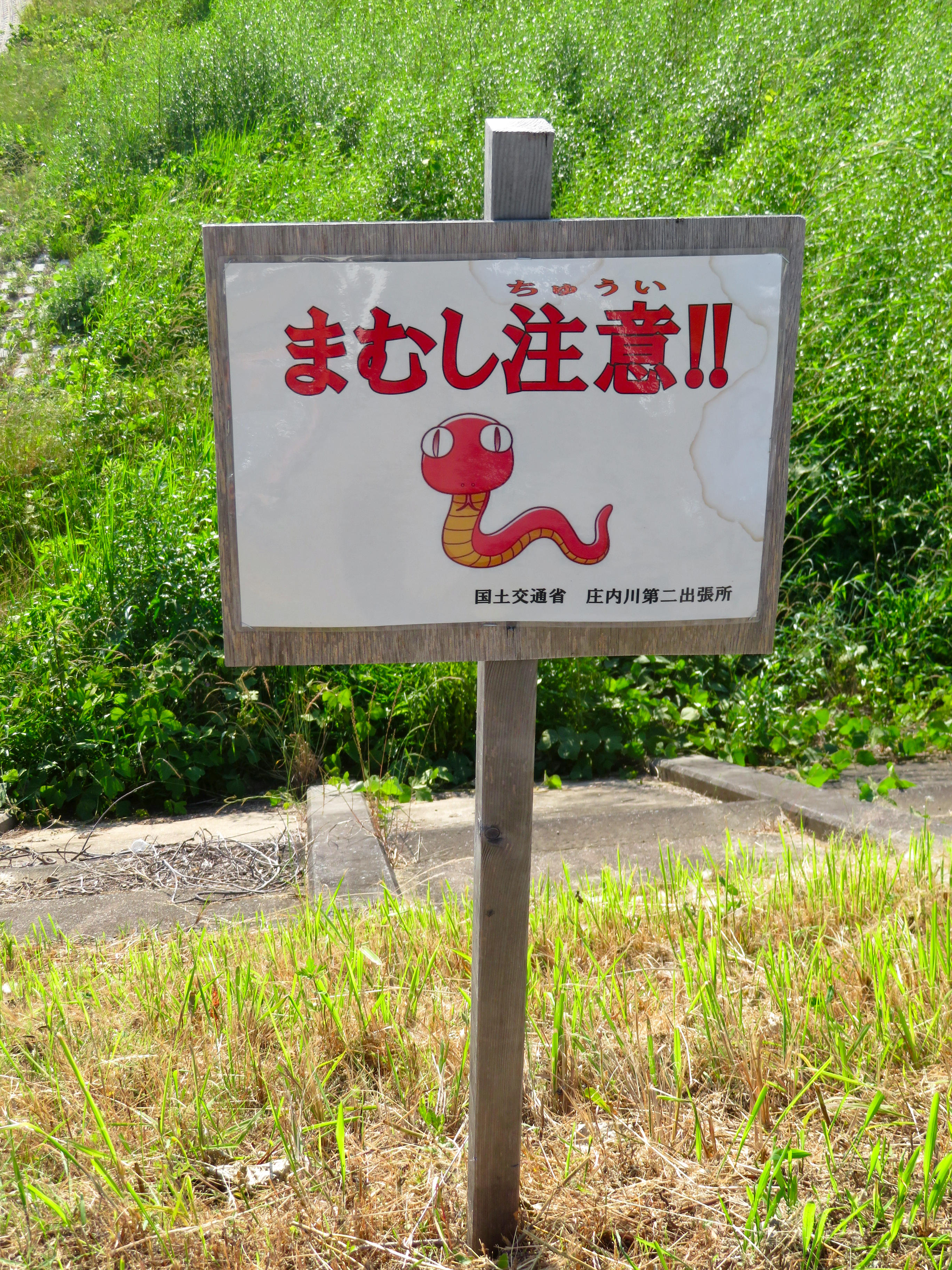
Warnschild am Fluss Shōnai

Bei einem Giftbiss können circa 15 mg (Trockengewicht) Giftsekret abgegeben werden. Es enthält Fibrinogenasen und Zink-Metalloproteasen. Vermutlich sind ebenfalls Myotoxine, antikoagulative Substanzen und Zytotoxine enthalten. Ferner wurden neurotoxische Eigenschaften ermittelt. Nach einem Biss können beim Menschen neben unspezifischen Allgemeinsymptomen (Übelkeit, Schwindel, Abdominalschmerz etc.) folgende Hauptsymptome auftreten: lokale Schmerzen, Schwellung, Blasenbildung, Nekrose, Verbrauchskoagulopathie und Blutungen. Sekundär kann es zu Schädigungen der Nieren bis hin zu Nierenversagen kommen. Neurotoxische Symptome sind zumeist nicht signifikant. Es stehen wirksame Antivenine, etwa 'Freeze-dried Mamushi Antivenom, Equine' (Takeda Chemical Industries Ltd., Japan), für eine Therapie der Vergiftung zur Verfügung.